# ماسيغوسو
بلدية ماسيغوسو (بالإسبانية: Masegoso) هي بلدية تقع في مقاطعة البسيط التابعة لمنطقة كاستيا لا مانتشا وسط إسبانيا.

## الديموغرافيا
بلغ عدد سكان بلدية ماسيغوسو 117 نسمة عام 2011 (وفقاً للمعهد الوطني الإسباني للإحصاء).
| 180 | 166 | 146 | 119 | 104 | 95 | 117 |